# Gotra ryukyuensis
Gotra ryukyuensis là một loài tò vò trong họ Ichneumonidae.